# Ulead PhotoImpact
Ulead PhotoImpact – program do edycji grafiki bitowej, rozwijany przez firmę Ulead Systems.
Jest to program przeznaczony dla rynku domowego (poniżej 100 USD), jeden z najpopularniejszych w swojej kategorii, obok Paint Shop Pro (firma Corel Corporation) i Adobe Photoshop Elements (firma Adobe Systems). 
Funkcje programu są dostosowane do potrzeb nieprofesjonalistów i obejmują narzędzia związane z rozwijającym się bardzo szybko rynkiem fotografii cyfrowej. Charakterystyczną cechą programu są bardzo obszerne biblioteki dodatkowych elementów graficznych, które legalni posiadacze programu mogą pobrać za darmo z witryny producenta, za pomocą wbudowanego narzędzia do pobierania. Interfejs programu jest rozwijany z myślą o największej ergonomii pracy, istotnej dla domowych użytkowników.
PhotoImpact jest także częścią składową pakietu do edycji wideo Ulead StudioQuartet. Za pomocą programu można też tworzyć pliki graficznego menu w programach do DVD authoringu, jak Ulead DVD Workshop, Ulead DVD MovieFactory, Ulead CD & DVD PictureShow.